# Ярданг

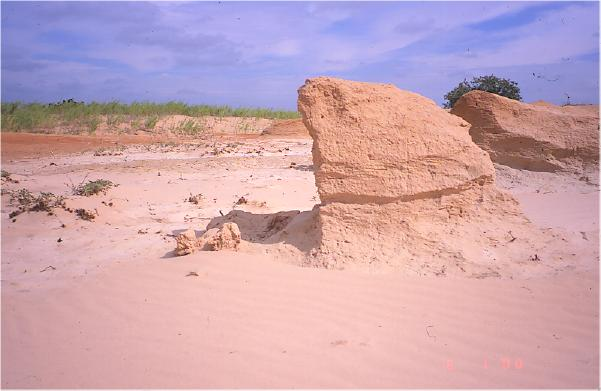
Ярданги в Техасі

Ярданг — форма рельєфу, жолобоподібне заглиблення глибиною до 2-3 метрів. Розділені вузькими загостреними гребенями орієнтованими в напрямку руху панівних вітрів. Дно ярдангу засипане піском; утворюється в глинистих породах внаслідок дефляції та коразії. Відомі в Китаї (Сіньцзян-Уйгурський автономний район)

## Інтернет-ресурси
- Yardangs in Tithonium Chasma, Mars
- Hole in the Rock
- Window Rock
- Yardangs, Desert Processes Working Group; Knowledge Sciences, Inc.
- The Bibliography of Aeolian Research